# Население на Гвиана
Населението на Гвиана през 2019 г. е 743 699 души.

## Възрастов състав
(2002)
- 0-14 години: 35,5% (мъже 135 629 / жени 131 518/ общо 267 147)
- 15-64 години: 66% (мъже 226 058 / жени 226 551/ общо 452 609)
- над 65 години: 4,2% (мъже 14 347 / жени 17 120/ общо 31 467)

(2010)
- 0-14 години: 26,9% (мъже 106 785 / жени 104 039/ общо 210 824)
- 15-64 години: 67,5% (мъже 266 848 / жени 262 959/ общо 529 807)
- над 65 години: 5,6% (мъже 19 426 / жени 24 837/ общо 44 263)

## Коефициент на плодовитост
- 2000 – 2,11

## Расов състав
(2012)
- 39,8 % – индианци
- 29,3 % – чернокожи
- 19,9 % – мулати
- 10,5 % – американски индианци
- 0,5 % – други

## Религия
(2012)
- 63,7% – християни
  - 22,8 % – петдесятници
  - 7,1 % – католици
  - 5,4 % – адвентисти
  - 5,2 % – англикани
  - 1,4 % – методисти
  - 1,3 % – Свидетели на Йехова
  - 20,8 % – други
- 24,8 % – индуси
- 6,8 % – мюсюлмани
- 3,1 % – атеисти
- 2,6 % – други

## Езици
Официален език в Гвиана е английският.